# Rezerwat Przyrody Sukla Phanta
Rezerwat Przyrody Sukla Phanta (ang. Royal Sukla Phanta Wildlife Reserve) - położony w południowo-zachodnim narożu Nepalu, a jego głównym gatunkiem jest zagrożona wyginięciem barasinga (Cervus duvaucelii). Rezerwat zamieszkuje ponadto słoń indyjski, tygrys, lampart oraz ponad 200 gatunków ptaków.